# هوندا إف سي
نادي هوندا إف سي (باليابانية: ホンダFC) هو نادي كرة قدم ياباني مركزه مدينة هاماماتسو، محافظة شيزوكا. وهو نادي يلعب في الدوري الياباني الدرجة الثالثة.

## وصلات خارجية
- الموقع الرسمي